# Gamétocyte
 (septembre 2018).
Si vous disposez d'ouvrages ou d'articles de référence ou si vous connaissez des sites web de qualité traitant du thème abordé ici, merci de compléter l'article en donnant les références utiles à sa vérifiabilité et en les liant à la section « Notes et références ».

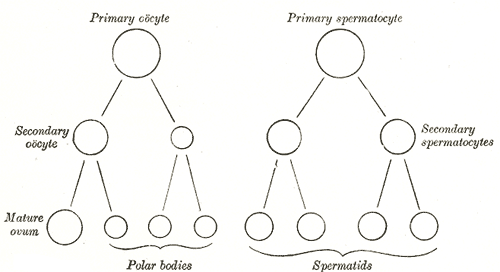
Schéma montrant des analogies dans le processus de maturation de l'ovule et le développement des spermatides (jeunes spermatozoïdes).

Un gamétocyte est une cellule germinale eucaryote qui se divise par mitose en d'autres gamétocytes ou par méiose en gamétides pendant la gamétogenèse. 
Les gamétocytes mâles sont appelés spermatocytes et les gamétocytes femelles sont appelés ovocytes.

## Description
Le développement de la gamétogonie en gamétocytes primaires s'appelle la gamétocytogenèse. Le développement ultérieur des gamétocytes primaires en gamétocytes secondaires fait partie de la gamétidogenèse. La gamétogenèse est la formation ou la production de gamètes (ayant lieu pendant la méiose). Le développement et la maturation des cellules sexuelles ont également lieu pendant la méiose. La gamétogenèse est également le processus de formation des gamètes mâles et femelles dans les gonades (ovaires et testicules). Les mâles et les femelles produisent des gamètes. Les gamétocytes mâles sont appelés spermatocytes et les gamétocytes femelles sont appelés ovocytes. Le terme gamétocyte est également utilisé, par exemple, lorsqu'il est question de gamétocytes d'espèces telles que Plasmodium falciparum ou Plasmodium vivax, qui transmettent le paludisme. 
Les gamétocytes, précurseurs des gamètes mâles et femelles, des parasites du paludisme se forment dans l’hôte humain par le biais du changement de développement résultant de la réplication asexuée dans les érythrocytes. Bien que les gamétocytes ne soient pas responsables des symptômes cliniques, ils assurent la transmission du paludisme à un autre hôte. Après avoir pris un repas de sang, les gamétocytes sont transférés dans la lumière de l’intestin moyen d’un moustique où ils se différencient en gamètes mâles et femelles. Après une reproduction sexuée complète et des processus successifs de développement sporogonique, les sporozoïtes matures s’accumulent dans la glande salivaire du vecteur, prêts à être inoculés dans un nouvel hôte. Par conséquent, la présence de gamétocytes dans la circulation des personnes infectées est impérative pour que le paludisme reste endémique dans une communauté donnée.
Les gamétocytes mâles et femelles sont les composantes du cycle de vie du parasite du paludisme, qui sont absorbées par les moustiques dans la circulation sanguine de l'hôte infecté et assurent ainsi la transmission de la maladie. Ces précurseurs de gamètes se distinguent nettement de leurs homologues de stade sanguin asexué, ce qui se reflète dans leurs modes d'expression génique, de développement cellulaire et de